# 163626 Glatfelter
163626 Glatfelter este un asteroid din centura principală de asteroizi.

## Descriere
163626 Glatfelter este un asteroid din centura principală de asteroizi. A fost descoperit pe 27 octombrie 2002 la Wrightwood de James Whitney Young. Asteroidul prezintă o orbită caracterizată de o semiaxă mare de 3,20 ua, o excentricitate de 0,16 și o înclinație de 2,4° în raport cu ecliptica.